# Bazooka

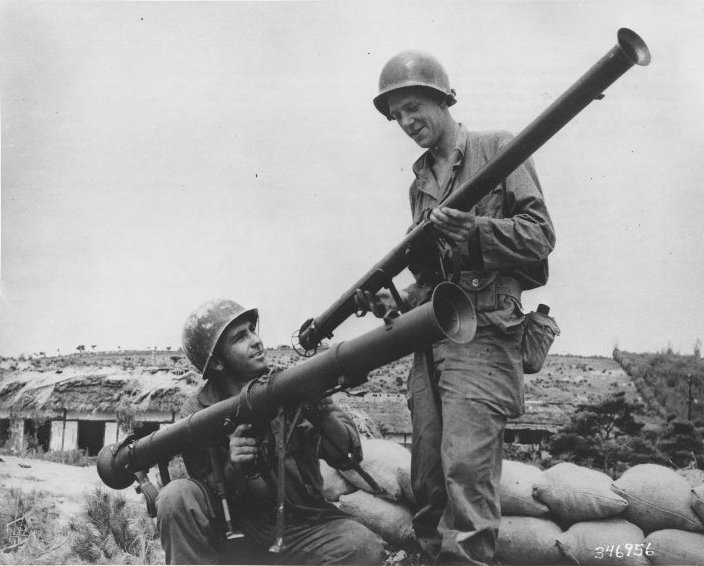
Geënsceneerde propagandafoto uit de Koreaanse Oorlog. Een bazooka wordt verruild voor de superbazooka

De bazooka (uitspr.: /baˈzuka/; Engels: /bəˈzuːkə/) is een Amerikaans antitankwapen speciaal voor de infanterie, voor gebruik niet alleen tegen pantservoertuigen maar ook tegen kazematten. Het bestaat uit een buis van 137 cm lang die een raket met holleladingskop afschiet van 1,5 kilogram.
Het woord "bazooka" wordt tegenwoordig ook in het algemeen gebruikt voor antitankwapens van het buisvormige raketwerpertype.

## Holleladingwapens
In 1941 begonnen tijdens de Tweede Wereldoorlog legers over de hele wereld over te gaan op het gebruik van holleladingswapens tegen tanks. In het begin gebeurde dat in de meest simpele vorm als werpmijn. Niet altijd zou een infanteriesectie echter een voldoende ongebroken moreel hebben om een pantservoertuig direct te bestormen. Er bestond een evidente behoefte aan een afstandswapen dat echter wel draagbaar moest zijn. Eén ontwikkelingslijn leidde tot het terugstootloos kanon, de ontwerpen van de westerse geallieerden waren vrij duur en in de beginfase nog te zwaar. Een goedkoop alternatief was raketaandrijving.

## Raketwerper

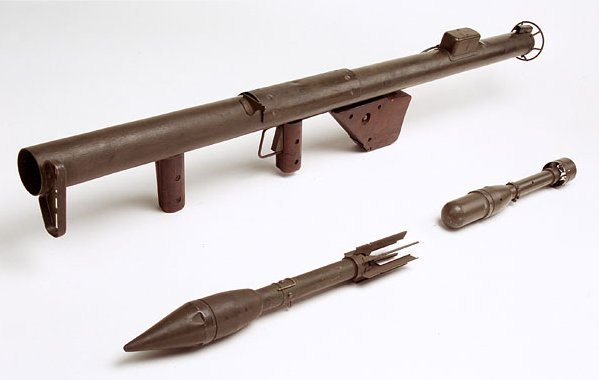
De oorspronkelijke M1-versie

In de VS had toevallig kolonel Leslie A. Skinner luitenant Edward Uhl een buisvormige raketwerper laten ontwikkelen voor het afschieten van normale brisantgranaten. De M6-raket van een halve meter lang combineerde hij met de holleladingskop van de M10-werpmijn en zo was eind 1942 de Rocket Launcher M1A1 geboren, die de bijnaam Bazooka kreeg naar het zelfgemaakte instrument van de Amerikaanse komiek Bob Burns. De bazooka had een diameter van 60 mm, een gewicht van 6,8 kilogram en een effectieve dracht (50% trefkans tegen een stilstaande tank) van 120 meter. Het doorslagvermogen was three inch ofwel 76 millimeter pantserstaal. Het wapen werd het standaardantitankwapen van de Amerikaanse infanteriesectie en daarom in enorme aantallen geproduceerd, zo'n 5000 per maand. Er verschenen verbeterde versies: de Rocket Launcher M9 die de M6A3-raket afvuurde met 102 millimeter doorslag en de tot 155 cm verlengde M9A1. De Duitsers imiteerden het principe met hun Panzerschreck.
De bazooka was tijdens de Tweede Wereldoorlog niet erg effectief in zijn bedoelde rol als antitankwapen, vooral omdat de gevechtskop te zwak was en te gevoelig voor vocht zodat hij vaak niet explodeerde. Het gebeurde maar zelden dat Duitse tanks ermee werden uitgeschakeld, hoewel er een zekere afschrikwekkende werking van uitging. Het wapen werd geïntroduceerd tijdens Operatie Torch en na afloop van de gevechten in Noord-Afrika bleek er niet één infanteriesectie te vinden die er een Duits pantservoertuig mee had getroffen. De productie werd hierom bijna beëindigd. Nuttiger was het systeem tegen kazematten en bunkers. De meeste raketten werden afgevuurd tegen vijandige infanterie, zoals Skinner zijn raketwerper oorspronkelijk bedoeld had. Er kon ook een fosforgranaat afgevuurd worden, om een rookgordijn te leggen of een vijandelijke positie in vlammen te zetten, als ondersteuning van een bestorming.
In de Koreaanse Oorlog werd de M20 Superbazooka geïntroduceerd, ontwikkeld uit de in 1945 afgelaste M18, met een kaliber van 89 mm, een effectieve dracht van 300 meter en een doorslagvermogen van zo'n 200 mm. Beide wapens werden na de oorlog in de jaren vijftig in ruime aantallen onder de meeste Amerikaanse bondgenoten verspreid. Ze konden echter het frontpantser van de nieuwe Sovjettank, de T-54, niet doorboren en werden daarom in de jaren zestig geleidelijk vervangen door de M72 LAW.